# 1934 au théâtre
| Années du théâtre : 1931 - 1932 - 1933 - 1934 - 1935 - 1936 - 1937    |
| Décennies du théâtre : 1900 - 1910 - 1920 - 1930 - 1940 - 1950 - 1960 |

Cet article présente les faits marquants de l'année 1934 au théâtre.

## Pièces de théâtre représentées
- Les Amants terribles de Noël Coward, Théâtre Michel
- 6 février : première de Au grand large, drame en trois acte de Sutton Vane,mis en scène par Louis Jouvet au théâtre des Champs-Élysées.
- 28 février : La Servante sans gages de Jean Yole, mise en scène Pierre Aldebert, Théâtre de la Madeleine
- 10 avril :  La Machine infernale de Jean Cocteau, Comédie des Champs-Élysées
- 23 novembre :  Espoir d'Henry Bernstein, Théâtre du Gymnase Marie-Bell, avec Victor Francen, Claude Dauphin, Gabrielle Dorziat et Renée Devillers
- 29 décembre : Avant-première de Yerma de Federico García Lorca, au Teatro Español de Madrid, avec Margarita Xirgu[1].

## Naissances
- 6 mars : Mikhaïl Jvanetski, humoriste russe.
- 13 juillet : Wole Soyinka, dramaturge et metteur en scène nigérian, prix Nobel de littérature 1986.
- 19 juillet : Alexander Schirwindt, acteur et metteur en scène russe.